# Páginas del diario de una joven
Páginas del diario de una joven (en inglés: Pages from a Young Girl's Journal) es un relato de vampiros del autor Robert Aickman, con el que ganó el Premio World Fantasy en 1975. El relato consiste en las entradas del diario de una joven que cuenta su progresiva transformación en vampira, permaneciendo ignorante de lo que ocurre y adquiriendo un carácter cada vez más perverso.
El relato apareció por primera vez en 1973 en The Magazine of Fantasy & Science Fiction y dos años después en el libro Cold Hand in Mine: Eight Strange Stories  (London: Victor Gollancz Ltd. 1975). 

## Sinopsis
A comienzos del siglo XIX una joven inglesa y sus padres realizan un viaje de placer por Italia, deteniéndose en la ciudad de Rávena donde disfrutan de la hospitalidad de una condesa local. La joven anota en el diario su hastío y sus impresiones del lugar, pero en una fiesta celebrada por la condesa conoce a un enigmático caballero de edad indefinida por el que se siente irresistible atraída. En los días siguientes la joven descubre una pequeña herida en su cuello al mismo tiempo que provoca desasosiego entre quienes la rodean. La condesa y la madre de la joven discuten, y la familia inglesa abandona el palacio, dirigiéndose a la ciudad de Rímini.
La joven comienza a tener extraños sueños con el caballero que conoció en la fiesta, al mismo tiempo que se siente cada vez más cambiada. Finalmente terminará esperando el momento de unirse a las criaturas de la noche.